# 足利市駅
足利市駅（あしかがしえき）は、栃木県足利市南町にある東武鉄道伊勢崎線の駅である。駅番号はTI 15。

## 歴史
- 1907年（明治40年）8月27日 - 川俣駅から当駅まで開通と同時に足利町駅として開業。[1]。
- 1909年（明治42年）2月17日：当駅 - 太田駅間開業[2]。
- 1921年（大正10年）1月1日 - 足利郡足利町が市制施行し、足利市となる。
- 1924年（大正13年）8月25日 - 足利市駅に改称[3]。
- 1934年（昭和9年）11月16日 - 県内で行われた陸軍特別大演習終了後に昭和天皇が県内を巡幸。足利市駅 - 太田駅間でお召し列車が運行[4]。
- 1980年（昭和55年）7月23日 - 足利市駅周辺2.98 kmの高架化完成[5]。
- 1981年（昭和56年）12月 - 高架下に新駅舎完成。
- 2006年（平成18年）3月18日 - ダイヤ改正に伴い準急が区間急行に名称変更され大幅に本数が削減されると同時に日中の運用形態が久喜駅で系統分割され、日中に浅草駅に向かう列車は特急「りょうもう」のみとなった。日中の時間帯は久喜駅－館林駅及び太田駅間を結ぶ普通列車の運用となった。また、区間準急の新たな停車駅となった[6]。
- 2007年（平成19年）
  - 3月18日 - PASMO供用開始。
  - 12月21日 - パーク・アンド・ライドサービスを開始。
- 2012年（平成24年）3月17日 - TI 15の駅ナンバリングを導入。
- 2015年（平成27年）7月24日 - 列車接近メロディーを導入。曲は森高千里の「渡良瀬橋」[7][8]。
- 2022年（令和4年）
  - 7月 - 足利市移住・定住相談センターがJR足利駅から移転し、愛称が「En no sita（燕のした）」となる[9][10]。

## 駅構造
島式ホーム1面2線を有する高架駅。北側に回送・待避用の側線を持つ。コンコースからホーム間を連絡するエスカレーターとエレベーターが設置されている。コンコース改札内には多機能トイレが設置されている。2010年度には、ホームに駅名標・路線図・時刻表・駅構内案内などが一体型になった自立式案内標が設置された。
伊勢崎線館林駅 - 太田駅間の途中駅では、唯一の自動改札機設置駅である。

### のりば
| 番線 | 路線     | 方向 | 行先                                                                         | 備考           |
| ---- | -------- | ---- | ---------------------------------------------------------------------------- | -------------- |
| 1    | 伊勢崎線 | 上り | 館林・久喜・ 東武スカイツリーライン 北千住・とうきょうスカイツリー・浅草方面 |                |
| 2    | 伊勢崎線 | 下り | 太田方面                                                                     | 一部伊勢崎方面 |

- 上記の路線名は旅客案内上の名称（「東武スカイツリーライン」は愛称）で表記している。

## 利用状況
2024年度の1日平均乗降人員は5,324人である。1998年度は一日平均乗降人員が10,000人を越えていたが、減少傾向が著しく、2008年度に7,000人を下回った。その後も緩やかな減少傾向が続いている。
近年の1日平均乗降・乗車人員の推移は下表の通り。
| 年度               | 1日平均 乗降人員 | 一日平均 乗車人員 | 出典       |
| ------------------ | ---------------- | ----------------- | ---------- |
| 1998年（平成10年） | 10,119           |                   |            |
| 1999年（平成11年） | 9,512            |                   |            |
| 2000年（平成12年） | 9,099            |                   |            |
| 2001年（平成13年） | 8,886            |                   |            |
| 2002年（平成14年） | 8,670            |                   |            |
| 2003年（平成15年） | 8,502            |                   |            |
| 2004年（平成16年） | 8,225            |                   |            |
| 2005年（平成17年） | 7,933            |                   |            |
| 2006年（平成18年） | 7,509            |                   |            |
| 2007年（平成19年） | 7,246            |                   |            |
| 2008年（平成20年） | 6,993            |                   |            |
| 2009年（平成21年） | 6,747            | 3,407             |            |
| 2010年（平成22年） | 6,564            | 3,314             |            |
| 2011年（平成23年） | 6,543            | 3,201             |            |
| 2012年（平成24年） | 6,810            | 3,273             |            |
| 2013年（平成25年） | 6,968            | 3,383             |            |
| 2014年（平成26年） | 6,785            | 3,323             |            |
| 2015年（平成27年） | 6,643            | 3,263             |            |
| 2016年（平成28年） | 6,384            | 3,243             |            |
| 2017年（平成29年） | 6,330            | 3,211             |            |
| 2018年（平成30年） | 6,221            | 3,157             |            |
| 2019年（令和元年） | 6,010            | 3,047             | [ 東武 3 ] |
| 2020年（令和02年） | 3,150            | 1,592             | [ 東武 4 ] |
| 2021年（令和03年） | 3,692            | 1,865             | [ 東武 5 ] |
| 2022年（令和04年） | 4,428            | 2,243             | [ 東武 6 ] |
| 2023年（令和05年） | 4,972            | 2,523             | [ 東武 7 ] |
| 2024年（令和06年） | 5,324            | 2,693             | [ 東武 1 ] |

## 駅周辺
駅構内にはデイリーヤマザキ、庄や、足利市観光交流館「あし・ナビ」、足利市観光案内所、セブン銀行ATMなどがある。

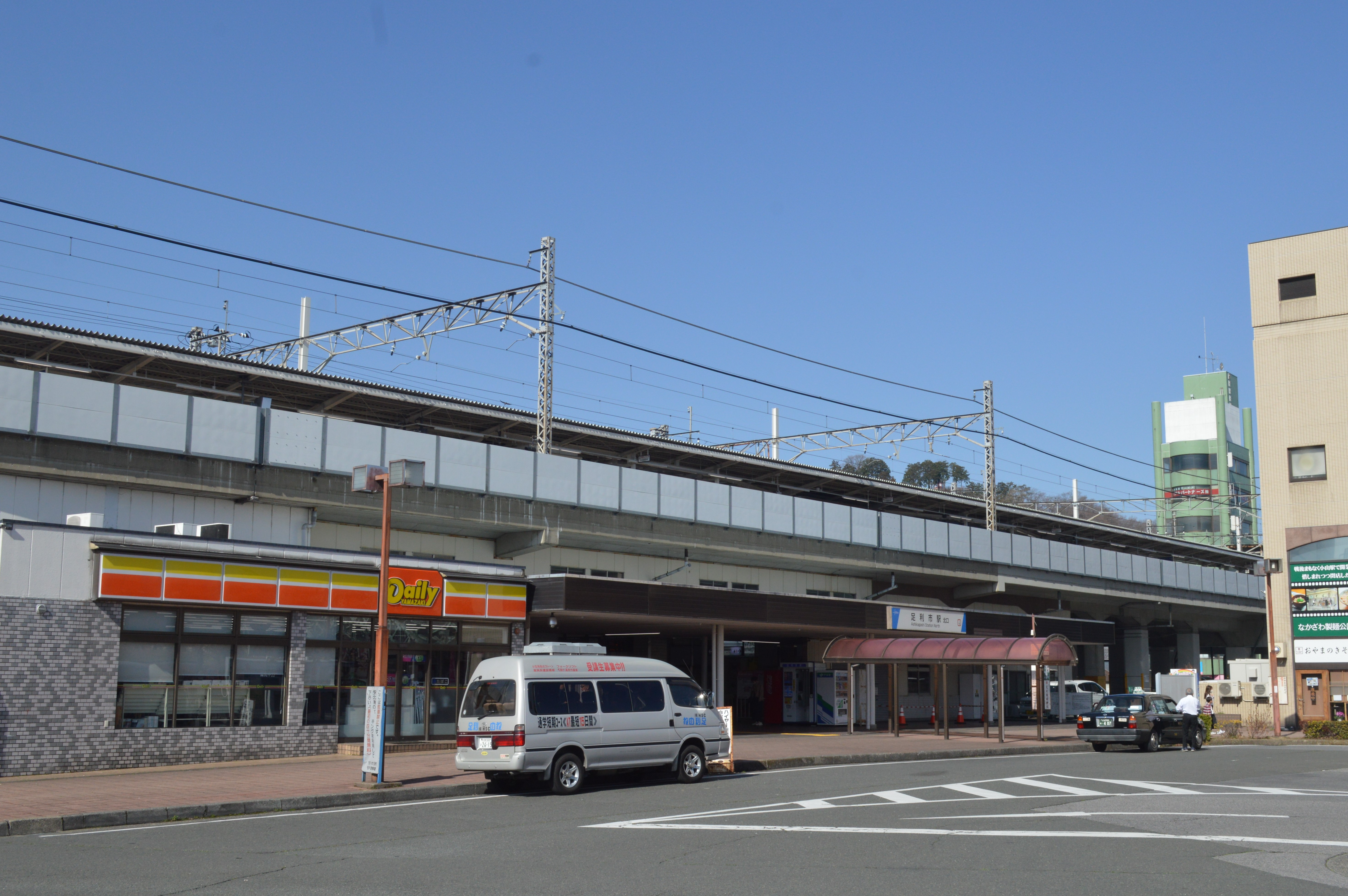
北口（2024年3月）
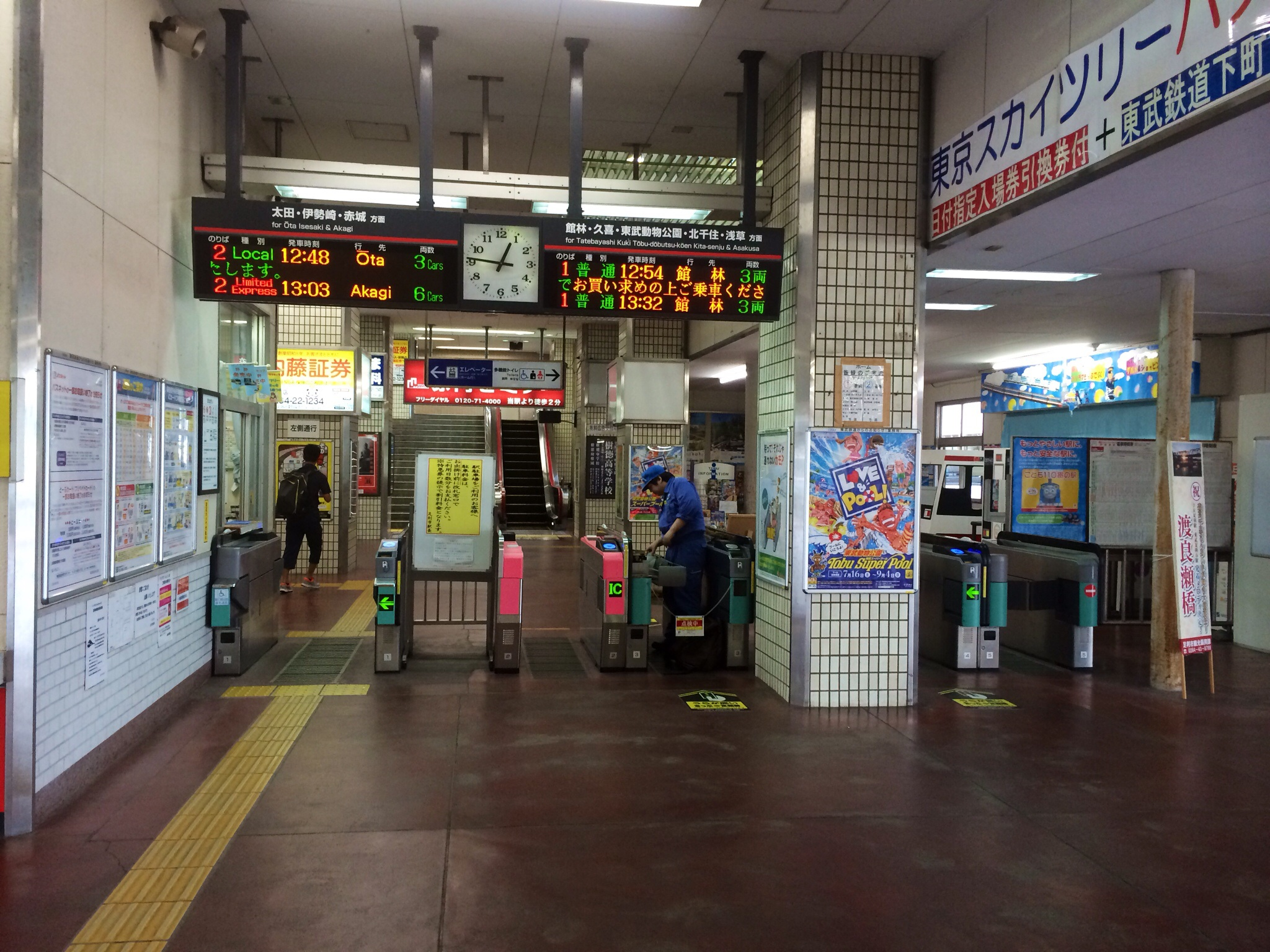
改札口（2016年7月）
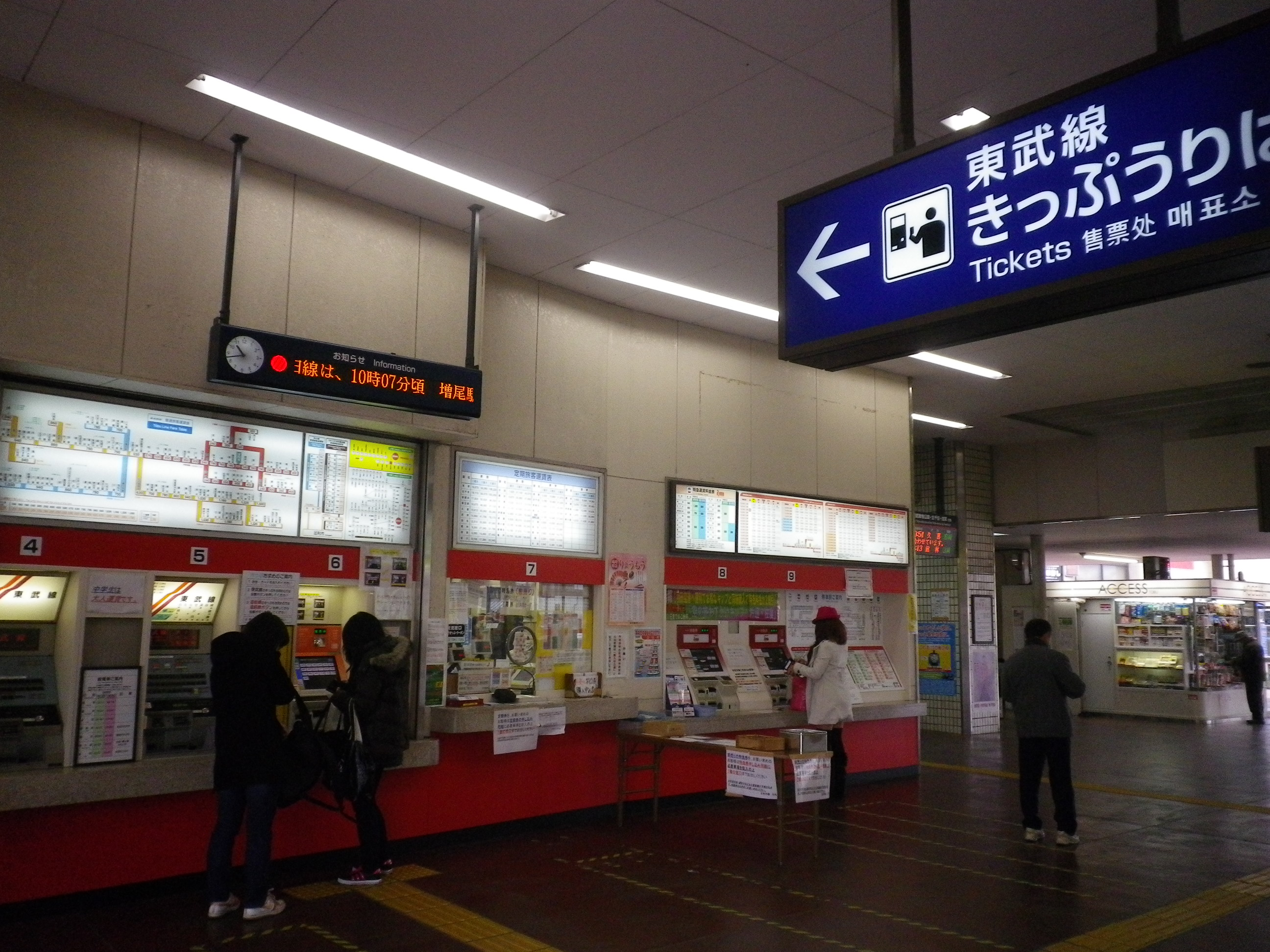
駅構内（2010年12月）
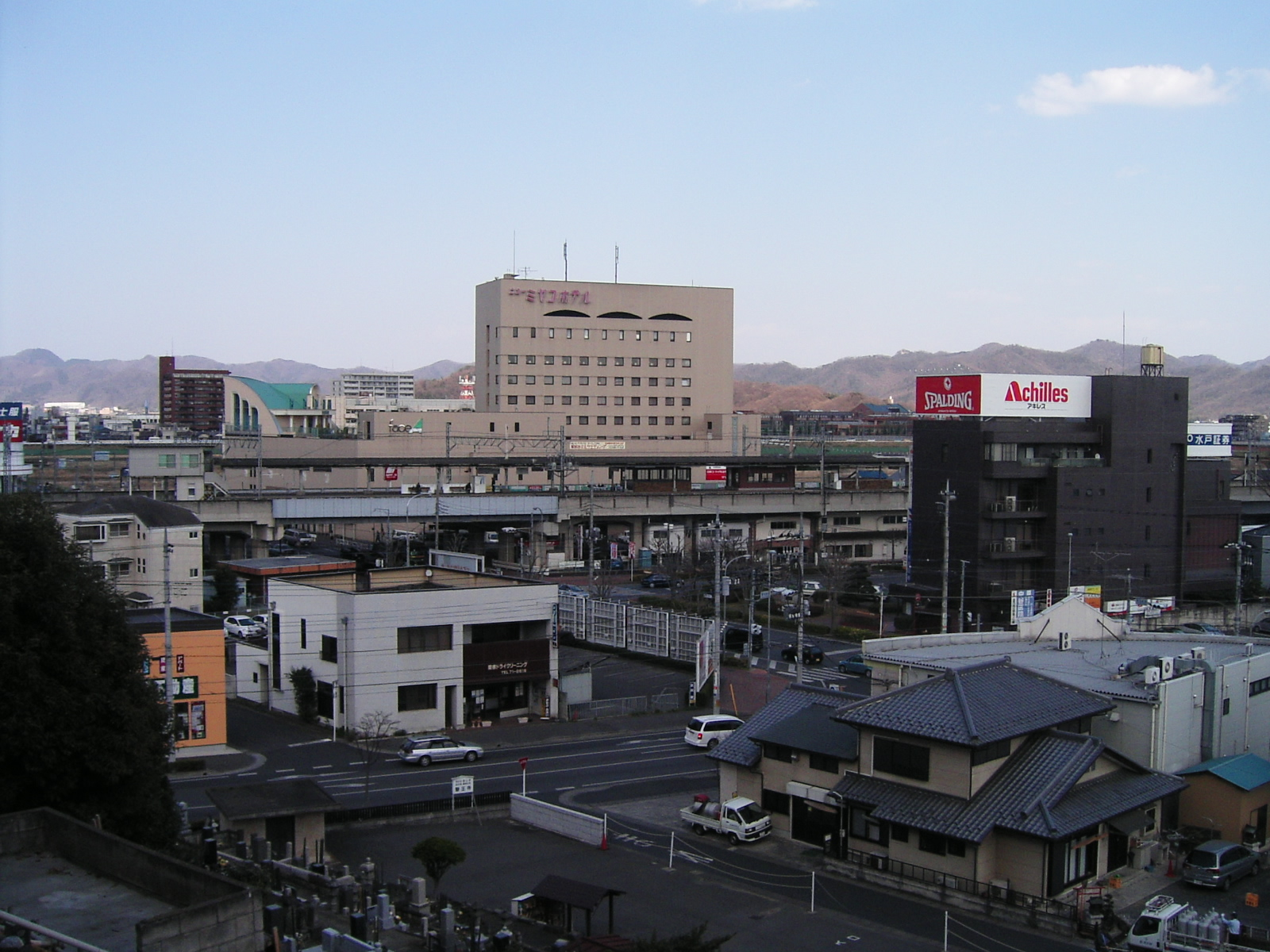
南口遠景（2007年3月）

### 北口
北口には、タクシープールを囲んで再開発ビル「faceA」（ニューミヤコホテル）が建ち、その向こうには渡良瀬川の土手が広がっている。
市中心部へは中橋を渡る必要がある。かつては北口がメインの入口でバスターミナルや交番も北口にあったが、高架化工事完成後は南口へ移った。
- 両毛線足利駅 - 渡良瀬川を挟んで徒歩約15分。
- 足利市役所
- 足利市立美術館
- 足利赤十字病院
- 足利学校
  - 足利学校遺蹟図書館
- 鑁阿寺
- 織姫神社
- 足利郵便局
- 足利伊勢町郵便局
- 足利通三郵便局
- 足利雪輪町郵便局
- 渡良瀬川
- ニューミヤコホテル本館
- コナカ足利店
- 渡良瀬橋
- 栃木県道116号足利市停車場線
- 栃木県道38号足利千代田線

### 南口
南口にはバスターミナルやタクシー乗り場がある。高架化前の南口は小さな木造駅舎のみの裏駅的な存在で北口に比べると利用者は少なかったが、現在の利用者は北口と変わらない。
- あしかがフラワーパークプラザ(足利市民プラザ)
- 足利警察署東武駅前交番
- 足利田中郵便局
- 今井病院
- ヤマダデンキ家電住まいる館YAMADA足利店
- コジマNew足利店
- コムファーストショッピングセンター
  - アピタ足利店
- アクロスプラザ足利
- 水戸証券足利支店
- 足利デザイン・ビューティ専門学校
- 足利製菓専門学校
- トヨタレンタリース東武足利市駅前店
- 国道293号
- 栃木県道38号足利千代田線

## 路線バス・高速バス

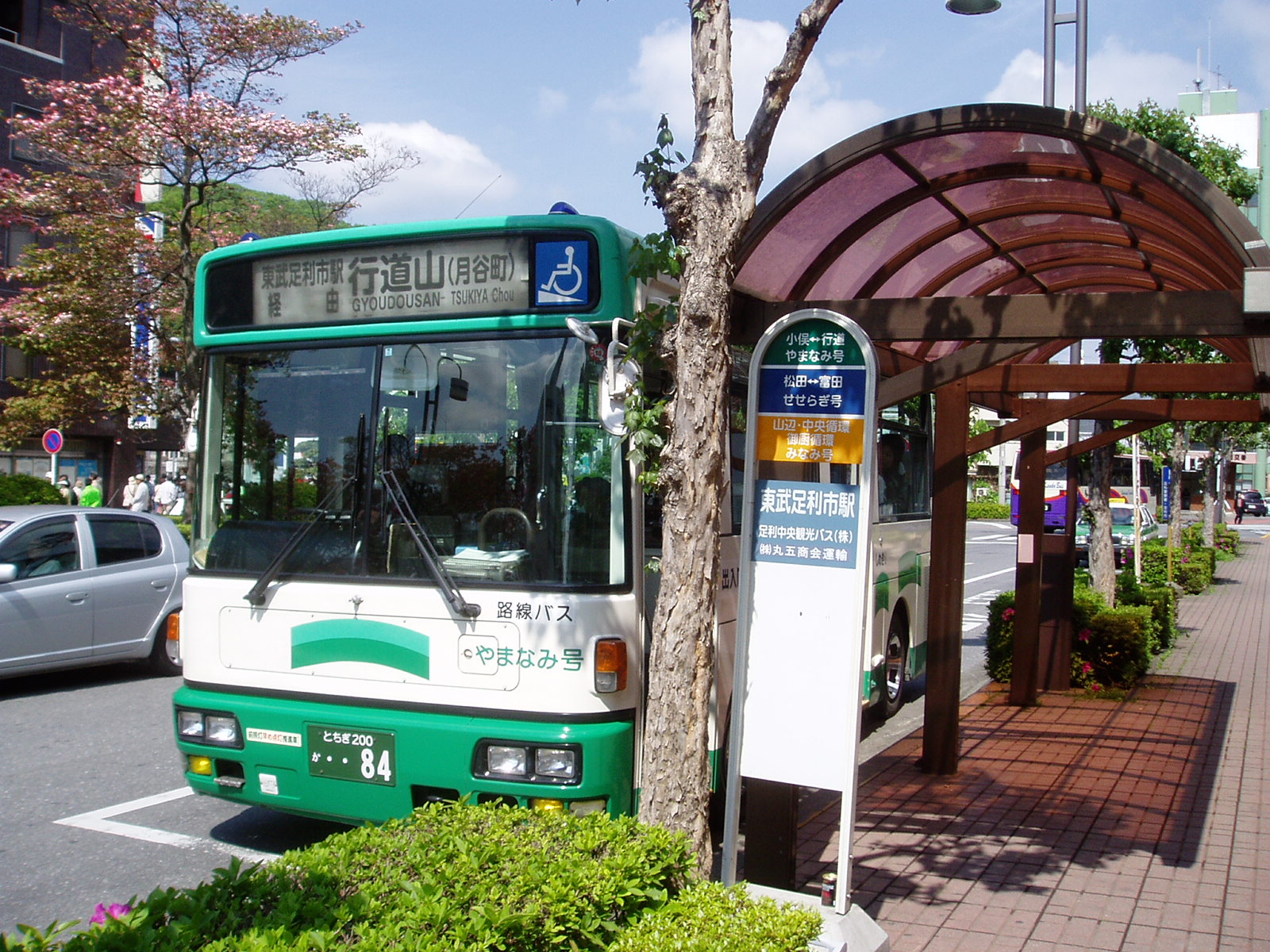
南口停車中の行道山行きバス（2006年5月）

東武鉄道（東武バス）と関東自動車の2社が当駅を基点に足利市内各地をはじめ、近郊（桐生、太田、館林、熊谷、本中野、西小泉、佐野、静和など）へ多くの路線バスを展開していたが、モータリゼーションの進展などから次第に赤字となり、全路線から撤退した。その後、市町村による廃止代替バスが運行されるようになった。
停留所名はバス会社によって異なる。
（足利市生活路線バス：東武足利市駅、佐野市生活路線バス：東武足利市駅）
- 高速バス（南口発着）

- 路線バス（南口発着）
  - あしバス アッシー（足利市生活路線バス）（平成23年10月1日から）
■10/11/12系統：小俣線（山前駅、足利西プラザ、小俣公園入口、小俣駅、小俣北町方面）
■20/21系統：松田線（市役所、足利赤十字病院、春日団地、坂西団地、松田町方面）
■30/31系統：行道線（JR足利駅、足利学校前、赤松台北、行道山方面）
■40/41系統：富田線（JR足利駅、アシコタウンあしかが（ハーヴェストプレース）、毛野新町三丁目、富田駅、岡崎山方面）
■51/52系統：山辺線（野州山辺駅、堀里ニュータウン南、市民プラザ東、アピタ、JR足利駅、足利赤十字病院方面）
■61/62系統：御厨線（今井病院、アピタ、ヨークタウン、福居駅、協和中、筑波小、南幸楽荘、JR足利駅、足利赤十字病院方面）
■80/81系統：名草線（入名草、やすらぎハウス、武道館前、JR足利駅、アピタ方面）
  - 足利赤十字病院行（足利中央観光バス）
  - さーのって号足利線（事前予約制）（佐野市生活路線バス）（令和2年4月1日から）
名草小学校・須花・飛駒・根古屋森林公園方面 寺沢入口行（佐野合同自動車）※事前予約制

- その他（シャトルバス）

  - 足利工業大学行
  - 佐野日大高校行

## 隣の駅
東武鉄道
 伊勢崎線
- ■特急「りょうもう」・■特急「リバティりょうもう」停車駅

■普通
東武和泉駅 (TI 14) - 足利市駅 (TI 15) - 野州山辺駅 (TI 16)